# Maximilian von Laffert

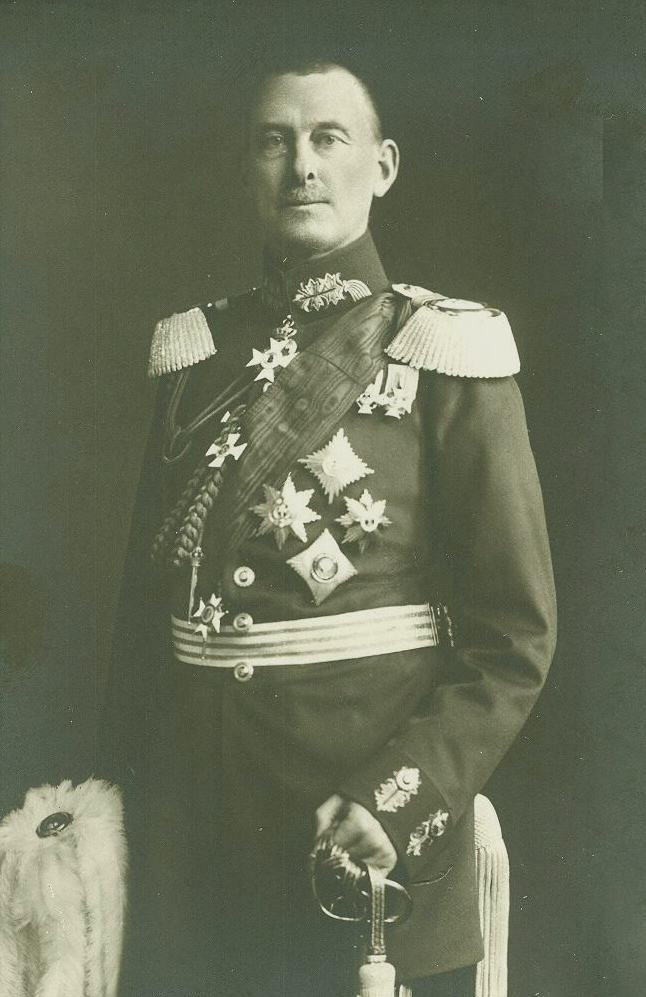
Maximilian von Laffert (1914)

Maximilian August Hermann  von Laffert (* 10. Mai 1855 in Lindau; † 20. Juli 1917 in Frankfurt am Main) war ein sächsischer General der Kavallerie im Ersten Weltkrieg.

## Leben
Maximilian war ein Sohn des Steuerdirektors Karl von Laffert und dessen Ehefrau Klare, geborene von der Wense. Ein älterer Bruder war der sächsische Generalleutnant Karl von Laffert-Woldeck.
Er absolvierte das Gymnasium in Celle, besuchte ab 1871 das Dresdner Kadettenkorps und trat am 1. April 1874 als Sekondeleutnant in das 3. Infanterie-Regiment Nr. 102 der Sächsischen Armee in Zittau ein. Nach mehr als zwei Jahren erfolgte am 1. Juli 1876 seine Versetzung in das 1. Husaren-Regiment „König Albert“ Nr. 18. Dort fungierte Laffert ab 1. November 1878 als Regimentsadjutant und wurde als solcher am 28. April 1879 zum Premierleutnant befördert. Vom 1. Oktober 1883 bis 30. April 1885 kommandierte man ihn an die Preußische Kriegsakademie nach Berlin. Hier heiratete er 1885 Marie von Wilken (* 6. Mai 1861; † 6. März 1935), die Enkelin des Parfümeurs und Seifenfabrikanten Adolf Nuglisch.
Anschließend versah Laffert wieder Dienst in seinem Regiment und wurde am 20. Mai 1885 unter gleichzeitiger Beförderung zum Rittmeister dort Eskadronchef. Diese Funktion hatte Laffert bis zu seiner Versetzung als Adjutant der 1. Division Nr. 23 am 17. Juli 1889 inne. Nach fast fünf Jahren Dienst und der Beförderung zum Major am 24. Juli 1893 versetzte man ihn am 24. Januar 1894 zum Stab des 1. Husaren-Regiments Nr. 18 und beförderte ihn am 18. November 1898 zum Oberstleutnant. Als solchen ernannte man Laffert am 13. September 1899 zum Kommandeur des Karabinier-Regiments. Zwischenzeitlich zum Oberst befördert (seit 23. März 1901) folgte am 24. Juli 1903 die Ernennung zum Kommandeur des Garde-Reiter-Regiments (1. Schweres Regiment) und dann am 23. April 1904 zum Kommandeur der 3. Kavallerie-Brigade Nr. 32. Kurz darauf wurde Laffert am 28. Oktober 1904 Generalmajor. Laffert wurde dann am 21. September 1907 Kommandeur der 1. Kavallerie-Brigade Nr. 23 und war zeitgleich ab 1. Oktober 1907 mit der Wahrnehmung der Geschäfte des Inspekteurs der Reitanstalt beauftragt. Vom 6. Juli bis 22. Oktober 1908 stand Generalleutnant (seit  22. Mai 1908) Laffert kurzzeitig als Offizier von der Armee zur Verfügung und wurde anschließend zum Kommandeur der 40. Division (4. Königlich Sächsische) in Chemnitz ernannt. Am 28. November 1913 übernahm Laffert als Kommandierender General das XIX. (II. Königlich Sächsische) Armee-Korps in Leipzig und wurde in dieser Stellung am 22. Mai 1913 zum General der Kavallerie befördert.
Diese Stellung hatte er auch bei Ausbruch des Ersten Weltkriegs inne. Nach der Mobilmachung führte er das Korps im Verbund der 3. Armee an der Westfront von der Maas über die Aisne bis zur Marne und konnte sich in der dortigen Schlacht auszeichnen. Er war dann maßgeblich an der Eroberung von Lille beteiligt und kämpfte in der Folgezeit hauptsächlich an der Lys sowie im Frontabschnitt um Lille.

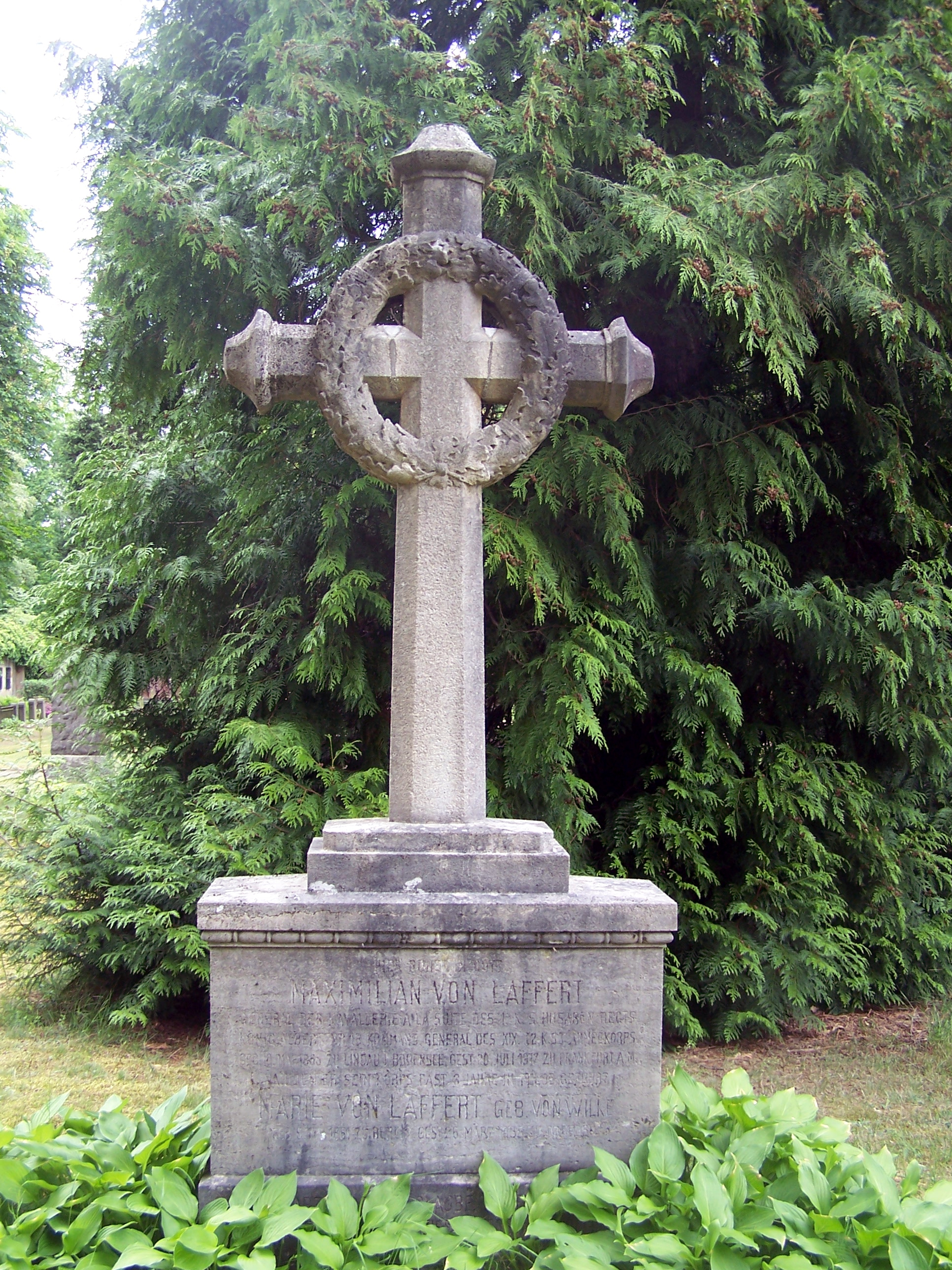
Grab von Maximilian von Laffert auf dem Nordfriedhof in Dresden

Laffert verstarb plötzlich und unerwartet während einer Dienstreise durch einen Herzschlag in Frankfurt am Main. Er wurde auf dem Nordfriedhof in Dresden beerdigt.

## Auszeichnungen
- Komtur I. Klasse des Sächsischen Verdienstordens[1]
- Komtur I. Klasse des Albrechts-Ordens[1]
- Sächsisches Dienstauszeichnungskreuz[1]
- Bayerischer Militärverdienstorden II. Klasse mit Stern[1]
- Komtur I. Klasse des Ordens Heinrichs des Löwen[1]
- Roter Adlerorden IV. Klasse[1]
- Kronenorden IV. Klasse[1]
- Komtur des Hausordens vom Weißen Falken[1]
- Komtur II. Klasse des Herzoglich Sachsen-Ernestinischen Hausordens[1]
- Ritterkreuz I. Klasse des Friedrichs-Ordens[1]
- Eisernes Kreuz (1914) II. und I. Klasse
- Pour le Mérite am 1. September 1916
- Militär-St.-Heinrichs-Orden
  - Ritterkreuz des Militär-St-Heinrichs-Ordens am 9. September 1914[2]
  - Komtur II. Klasse des Militär-St.Heinrich-Ordens am 31. Juli 1916[3]